# Bhojakheri
Bhojakheri (o Boja Kheri) fou un estat tributari protegit de l'Índia, del tipus thakurat garantit pel govern britànic. Era tributari de l'estat d'Indore i com aquest formava part de l'Agència de l'Índia Central i després de l'agència de Malwa. La superfície era de 16 km² i la població de 250 habitants el 1901. Els ingressos s'estimaven aquest mateix any en dos mil rúpies. El sobirà tenia el títol de rao i era de la casta sondhia.